# Åke Lyrholm
Åke Lyrholm född 2 oktober 1925 i Schweiz, 27 februari 2010 i Broddetorp, Västergötland, var en svensk målare och grafiker.
Åke Lyrholm var son till riksdagsledamoten Knut Lyrholm och Ester Mathilda Berggren, och gift med Hanne Poulsen samt barnbarn till Knut Larsson.
Han studerade vid Kyrkeruds estetiska folkhögskola i Värmland 1975-1976 och vid Kungliga konsthögskolan i Stockholm 1976-1977, därefter fortsatte han med grafikutbildning i Paris hos Atelier 17 och L'Atelier Lacourière-Frelaut 1978-1980, samt vid The Morley, i London 1982. Han har haft separatutställningar i bland annat Helsingfors 1981, Anjalan-koski 1981, Perth, Australien 1984, Roanoke USA 1985, Galleri Rolf Wahl, Paris 1986 och deltagit i samlingsutställningar på Riksdagshuset i Stockholm 1979, Gallerie Asbeck i Köpenhamn samt på Jönköpings museum 1982.
Lyrholm tilldelades Grums kommuns stipendium 1982.
Han är representerad vid Värmlands och Jönköpings museum, Stockholms stads landstings samlingar, Värmlands landstings konstsamling, finska, danska och franska offentliga och privata samlingar, samt Bibliothèque nationale, Cabinet des Estampes i Paris.